# Diadegma kyffhusanae
Diadegma kyffhusanae là một loài tò vò trong họ Ichneumonidae.